# Universidad San Sebastián, Chile

Universidad San Sebastián este o universitate privată fondată în anul 1989 în Chile.  

## Unele Facultăți
- Facultatea de Inginerie
- Facultatea de Drept
- Facultatea de Economie
- Facultatea de Educație
- Facultatea de Veterinare
- Facultatea de Medicină